# Irving Pichel
Irving Pichel (* 24. Juni 1891 in Pittsburgh, Pennsylvania; † 13. Juli 1954 in Hollywood, Kalifornien) war ein US-amerikanischer Schauspieler und Filmregisseur.

## Leben
Irving Pichel studierte an der Harvard University und war anschließend als Theatermanager tätig. Unter anderem leitete er das Theater des Bohemian Clubs in San Francisco und gründete 1923 das Berkeley Playhouse in Berkeley, wo er bis 1926 als Direktor und Regisseur fungierte. In den späten 1920er-Jahren studierte Pichel Schauspiel am Pasadena Playhouse und spielte dort unter brillanten Kritiken die Titelrolle in Eugene O’Neills Stück Lazarus Laughed.
Wie viele sprecherfahrene Theaterschauspieler wurde Pichel mit dem Beginn des Tonfilmes nach Hollywood gelotst und machte dort 1930 sein Filmdebüt. Er wurde meistens in Nebenrollen als Charakterdarsteller eingesetzt. Häufiger spielte er Schurkenrollen, so als Fagin in Oliver Twist (1933) oder als Diener Sandor im Horrorfilm Draculas Tochter (1936).
Parallel zu seinen Filmrollen begann Pichel, als Filmregisseur zu arbeiten. 1932 saß er erstmals auf dem Regiestuhl, als er bei Graf Zaroff – Genie des Bösen der Co-Regisseur von Ernest B. Schoedsack war. In den folgenden Jahren drehte er vor allem B-Filme, die bis auf She – Herrscherin einer versunkenen Welt nicht lange in Erinnerung blieben. Nach seiner Verpflichtung für 20th Century Fox stieg die Qualität seiner Filme und mehrere wurden bei den Oscars berücksichtigt. Mehrfach inszenierte er Filme mit religiöser Thematik wie The Great Commandment, Martin Luther und Day of Triumph. Für seinen Science-Fiction-Film Endstation Mond wurde Pichel auf der Berlinale 1951 mit dem Bronzenen Bären ausgezeichnet.
Nachdem seine Karriere als Filmregisseur an Fahrt gewonnen hatte, war Pichel nur noch sporadisch als Schauspieler tätig; manchmal trat er in kleinen Rollen in seinen eigenen Filme auf. Außerdem war er als Sprecher fürs Radio tätig und war als Erzählerstimme in John Fords Filmen So grün war mein Tal und Der Teufelshauptmann zu hören.
Pichel war mit Violette Wilson, Schwester der Schauspielerin Viola Barry und Tochter des ehemaligen Bürgermeisters von Berkeley, verheiratet. Pichel starb am 13. Juli 1954 im Alter von 63 Jahren an Herzversagen in Hollywood.

## Filmografie (Auswahl)

### Als Regisseur
- 1932: Graf Zaroff – Genie des Bösen (The Most Dangerous Game)
- 1933: Before Dawn
- 1935: She – Herrscherin einer versunkenen Welt (She)
- 1936: The Gentleman from Louisiana
- 1936: Beware of Ladies
- 1937: Larceny on the Air
- 1937: The Sheik Steps Out
- 1937: The Duke Comes Back
- 1939: Die Zehn Gebote (The Great Commandment)
- 1940: Earthbound
- 1940: The Man I Married
- 1941: Trapper des hohen Nordens (Hudson’s Bay)
- 1941: Dance Hall
- 1941: In den Sümpfen (Swamp Water, nur Produzent)
- 1942: Secret Agent of Japan
- 1942: The Pied Piper
- 1942: Life Begins at Eight-Thirty
- 1943: The Moon Is Down
- 1943: Happy Land
- 1944: Der Morgen gehört uns (And Now Tomorrow)
- 1945: A Medal for Benny
- 1946: Morgen ist die Ewigkeit (Tomorrow Is Forever)
- 1946: Colonel Effingham’s Raid
- 1946: The Bride Wore Boots
- 1946: O.S.S.
- 1946: Temptation
- 1947: They Won’t Believe Me
- 1947: Something in the Wind
- 1948: Die Glocken von Coaltown (The Miracle of the Bells)
- 1948: Mr. Peabody und die Meerjungfrau (Mr. Peabody and the Mermaid)
- 1949: Without Honor
- 1950: Der Weihnachtswunsch (The Great Rupert)
- 1950: Quicksand
- 1950: Endstation Mond (Destination Moon)
- 1951: Unsichtbare Gegner (Santa Fe)
- 1953: Martin Luther
- 1954: Day of Triumph

### Als Schauspieler
- 1930: The Right to Love
- 1931: Eine amerikanische Tragödie (An American Tragedy)
- 1932: Spiel am Abgrund (The Miracle Man)
- 1932: Westward Passage
- 1932: Madame Butterfly
- 1933: Abenteuer in zwei Erdteilen (King of the Jungle)
- 1933: Oliver Twist
- 1933: The Story of Temple Drake
- 1933: Ich bin kein Engel (I’m No Angel)
- 1933: Nachtflug (Night Flight)
- 1934: Nebel über Frisco (Fog Over Frisco)
- 1934: British Agent
- 1934: Cleopatra
- 1936: Draculas Tochter (Dracula’s Daughter)
- 1936: General Spanky
- 1937: High, Wide and Handsome
- 1938: Jezebel – Die boshafte Lady (Jezebel)
- 1938: Millionärin auf Abwegen (There Goes My Heart)
- 1938: Topper geht auf Reisen (Topper Takes a Trip)
- 1939: Juarez
- 1939: Dick Tracy’s G-Men
- 1939: Die Zehn Gebote (The Great Commandment, Stimme)
- 1941: Schlagende Wetter (How Green Was My Valley, Stimme)
- 1943: Der 7. Dezember (December 7th, Stimme)
- 1944: Belle of the Yukon
- 1946: Morgen ist die Ewigkeit (Tomorrow Is Forever, Stimme)
- 1949: Der Teufelshauptmann (She Wore a Yellow Ribbon, Stimme)
- 1950: Der Weihnachtswunsch (The Great Rupert, Cameo)
- 1951: Unsichtbare Gegner (Santa Fe)
- 1953: Martin Luther

## Auszeichnung
- 2001: Retro Hugo Award für Destination Moon, Endstation Mond aus dem Jahr 1950